# 阿莱雷
阿莱雷，是西班牙阿拉贡自治区韦斯卡省的一个市镇。总面积9平方公里，总人口201人（2018年），人口密度23人/平方公里。